# Tegenaria cerrutii
Tegenaria cerrutii är en spindelart som beskrevs av Roewer 1960. Tegenaria cerrutii ingår i släktet husspindlar, och familjen trattspindlar. Inga underarter finns listade i Catalogue of Life.